# Unciola leucopis
Unciola leucopis is een vlokreeftensoort uit de familie van de Unciolidae. De wetenschappelijke naam van de soort is voor het eerst geldig gepubliceerd in 1845 door Kroyer.